# Boldești-Gradiștea
Boldești-Gradiștea è un comune della Romania di 1 980 abitanti, ubicato nel distretto di Prahova, nella regione storica della Muntenia. 
Il comune è formato dall'unione di 2 villaggi: Boldești e Gradiștea.
La sede amministrativa è ubicata nell'abitato di Boldești.